# Campionat Mundial de Turismes de 2006
El Campionat Mundial de Turismes de 2006 va ser la tercera temporada del Campionat Mundial de Turismes. Va començar el 2 d'abril i va acabar el 19 de novembre després de 20 curses.

## Pilots i equips
| No. | Pilot                | Equip                           | Cotxe                       |
| --- | -------------------- | ------------------------------- | --------------------------- |
| 1   | Andy Priaulx         | BMW Team UK                     | BMW 320si                   |
| 2   | Gabriele Tarquini    | SEAT Sport Italia               | SEAT León                   |
| 3   | Rickard Rydell       | SEAT Sport Sverige              | SEAT León                   |
| 4   | Alessandro Zanardi   | BMW Team Italy/Spain            | BMW 320si                   |
| 5   | Marcel Costa         | BMW Team Italy/Spain            | BMW 320si                   |
| 6   | Robert Huff          | Chevrolet                       | Chevrolet Lacetti           |
| 7   | Nicola Larini        | Chevrolet                       | Chevrolet Lacetti           |
| 8   | Alain Menu           | Chevrolet                       | Chevrolet Lacetti           |
| 9   | Jordi Gené           | SEAT Sport España               | SEAT León                   |
| 10  | Peter Terting        | SEAT Sport Deutschland          | SEAT León                   |
| 11  | James Thompson       | SEAT Sport UK                   | SEAT León                   |
| 12  | Yvan Muller          | SEAT Sport France               | SEAT León                   |
| 14  | Florian Gruber       | SEAT Sport Deutschland          | SEAT León                   |
| 15  | Augusto Farfus Jr.   | N. Technology                   | Alfa Romeo 156              |
| 16  | Gianni Morbidelli    | N. Technology                   | Alfa Romeo 156              |
| 18  | Salvatore Tavano     | N. Technology                   | Alfa Romeo 156              |
| 19  | Maurizio Ceresoli    | GR Asia                         | SEAT Toledo Cupra           |
| 20  | Tom Coronel          | GR Asia                         | SEAT Toledo Cupra¹          |
| 20  | Tom Coronel          | GR Asia                         | SEAT León¹                  |
| 21  | Oscar Nogués         | SEAT Sport España               | SEAT León                   |
| 23  | Pierre-Yves Corthals | JAS Motorsport                  | Honda Accord Euro R         |
| 24  | Ryan Sharp           | JAS Motorsport                  | Honda Accord Euro R         |
| 25  | Fabrizio Giovanardi  | JAS Motorsport                  | Honda Accord Euro R         |
| 30  | Luca Rangoni         | Proteam Motorsport              | BMW 320si                   |
| 31  | Stefano D'Aste       | Proteam Motorsport              | BMW 320i                    |
| 32  | Oscar Hidalgo        | Wiechers Sport                  | BMW 320i                    |
| 33  | Emmet O'Brien        | Wiechers Sport                  | BMW 320i                    |
| 34  | Diego Romanini       | Wiechers Sport                  | BMW 320i                    |
| 35  | Jan Vonka            | Wiechers Sport                  | BMW 320i                    |
| 36  | Lucas Molo           | Equipe TekProm                  | Alfa Romeo 156              |
| 37  | Rainer Bastuck       | Maurer Motorsport               | Chevrolet Lacetti           |
| 38  | Vincent Radermecker  | Maurer Motorsport               | Chevrolet Lacetti           |
| 39  | Phillip Geipel       | TFS Yaco Racing                 | Toyota Corolla T-Sport      |
| 40  | Jan Magnussen        | BMW Team UK                     | BMW 320si                   |
| 41  | Duncan Huisman       | BMW Team Italy/Spain            | BMW 320si                   |
| 42  | Jörg Müller          | BMW Team Germany                | BMW 320si                   |
| 43  | Dirk Müller          | BMW Team Germany                | BMW 320si                   |
| 44  | Jirí Janák           | Československy Motorsport       | Alfa Romeo 156 GTA          |
| 46  | Jens Edman           | Peugeot Sport Denmark           | Peugeot 407                 |
| 47  | Ibrahim Okyay        | Kosifler Gillette M3 Power Team | BMW 320i                    |
| 48  | María De Villota     | Maurer Motorsport               | Chevrolet Lacetti           |
| 51  | Alessandro Balzan    | DB Motorsport                   | Alfa Romeo 156              |
| 52  | Elio Marchetti       | DB Motorsport                   | Alfa Romeo 156              |
| 53  | Riccardo Romagnoli   | Scuderia la Torre               | Alfa Romeo 156 GTA          |
| 54  | Emanuele Naspetti    | GDL Racing                      | BMW 320i                    |
| 55  | Stefano Valli        | Zerocinque Motorsport           | BMW 320i                    |
| 56  | Simone Iacone        | Zerocinque Motorsport           | BMW 320i                    |
| 57  | Davide Roda          | SEAT Sport Italia               | SEAT León                   |
| 58  | Roberto Colciago     | SEAT Sport Italia               | SEAT Toledo Cupra SEAT León |
| 62  | Ao Chi Hong          | Ao's Racing Team                | BMW 320i                    |
| 66  | André Couto          | SEAT Sport                      | SEAT León                   |

## Calendari 2006
Cada prova comprèn dues curses de 50 quilòmetres cadascuna. La graella de la primera cursa es configura amb una sessió de classificació i la graella de la segona cursa es configura amb els resultats de la primera cursa i amb inversió de les posicions dels vuit primers classificats.
| Cursa | Data           | País            | Circuit      | Pilot guanyador    |
| ----- | -------------- | --------------- | ------------ | ------------------ |
| 1     | 2 d'abril      | Itàlia          | Monza        | Andy Priaulx       |
| 2     | 2 d'abril      | Itàlia          | Monza        | Augusto Farfus     |
| 3     | 30 d'abril     | França          | Magny-Cours  | Dirk Müller        |
| 4     | 30 d'abril     | França          | Magny-Cours  | Andy Priaulx       |
| 5     | 4 de juny      | Alemanya        | Oschersleben | Andy Priaulx       |
| 6     | 4 de juny      | Alemanya        | Oschersleben | Jörg Müller        |
| 7     | 2 de juliol    | Brazil          | Curitiba     | Jordi Gené         |
| 8     | 2 de juliol    | Brazil          | Curitiba     | Andy Priaulx       |
| 9     | 30 de juliol   | Mèxic           | Puebla       | Salvatore Tavano   |
| 10    | 30 de juliol   | Mèxic           | Puebla       | Augusto Farfus     |
| 11    | 3 de setembre  | República Txeca | Brno         | Jörg Müller        |
| 12    | 3 de setembre  | República Txeca | Brno         | Robert Huff        |
| 13    | 24 de setembre | Turquia         | Istanbul     | Alessandro Zanardi |
| 14    | 24 de setembre | Turquia         | Istanbul     | Gabriele Tarquini  |
| 15    | 8 d'octubre    | Espanya         | Xest         | Augusto Farfus     |
| 16    | 8 d'octubre    | Espanya         | Xest         | Jörg Müller        |
| 17    | 19 de novembre | Macau           | Macau        | Andy Priaulx       |
| 18    | 19 de novembre | Macau           | Macau        | Jörg Müller        |

## Resultats del Campionat

### Pilots
Sistema de Punts: 10-8-6-5-4-3-2-1 per als vuit primers classificats.

### Constructors
| Pos. | Constructor | Cotxe             | Victòries | Punts |
| ---- | ----------- | ----------------- | --------- | ----- |
| 1    | BMW         | BMW 320si         | 11        | 254   |
| 2    | SEAT        | SEAT León         | 3         | 235   |
| 3    | Alfa Romeo  | Alfa Romeo 156    | 4         | 154   |
| 4    | Chevrolet   | Chevrolet Lacetti | 2         | 128   |